# Les Arengades i el Camp dels Enginyers
Les Arengades i el Camp dels Enginyers és una entitat de població del municipi de Vilafant, a l'Alt Empordà. Es compon d'urbanitzacions fundades a la dècada del 1960. L'1 de gener del 2023 tenia 2.476 habitants. El 2005 tenia una superfície de 2.336 hectàrees.